# 모치도메 신사쿠
모치도메 신사쿠(일본어: 持留 新作, 1988년 4월 29일 ~ )는 일본의 전 축구 선수이다.

## 구단 경력
과거 에히메 FC, V-파렌 나가사키, 카마타마레 사누키에서 활동하였다.